# El Norte (pintura de Kuindzhi)
El Norte (en ruso: Север, romanizado: Séver) es un cuadro del artista Ucraniano Arjip Kuindzhi, pintado en 1879. El cuadro forma parte de la colección de la Galería Tretiakov (Inventario 881)en Moscú, Rusia.

## Historia
El cuadro «El Norte» se expuso por primera vez en 1879 en la 7.ª exposición de la Sociedad de Exposiciones de Arte Ambulante («Peredvízhniki»), junto con otros dos cuadros del artista: «Después de la lluvia» y «Bosque de abedules». El cuadro fue la obra final y de despedida de la trilogía del artista sobre la naturaleza septentrional, que también incluye los cuadros «El lago Ladoga» (1873) y «En la isla de Valaam» (1873).

## Descripción
El cuadro «El Norte» muestra una vista desde una altura de la llanura que se adentra en la brumosa lejanía, que en el horizonte se funde con el grisáceo cielo ahumado. Este paisaje simboliza las vastas extensiones de la parte norte de la llanura europea oriental, pero al mismo tiempo está lleno de profunda poesía y amor por la dura naturaleza de la Rusia europea.

## Reseñas
Así lo escribió el historiador del arte Vladimir Petrov en su artículo dedicado al 150 aniversario del nacimiento de Arjip Kuindzhi:

«En el cuadro “El Norte” Kuindzhi captó como a vista de pájaro el majestuoso panorama de la fría región adentrándose en la gris brumosa lejanía, transmitiendo sutilmente el sentimiento de una especie de “fascinación” por estas incómodas y duras extensiones. El motivo de un pino que crece sobre acantilados de granito es muy expresivo y característico de su obra (al artista también le gustaba representar pinos aferrados por sus raíces al suelo en el borde mismo del acantilado y alcanzando obstinadamente el cielo)».
en ruso: «В картине „Север” Куинджи как бы с высоты птичьего полёта запечатлел величавую панораму уходящего в седую туманную даль холодного края, тонко передав чувство своеобразной „заворожённости” этих неуютных суровых просторов. Очень выразителен и характерен для его творчества мотив растущей на гранитных скалах сосны (художник любил изображать также сосны, вцепившиеся корнями в почву на самом краю обрыва и упрямо тянущиеся к небу)».